# Ephedra trifurcata
Ephedra trifurcata là một loài thực vật hạt trần trong họ Ephedraceae. Loài này được Zöllner mô tả khoa học đầu tiên năm 1975.